# Sajf Saíd Šáhín
Sajf Saíd Šáhín, Saif Saaeed Shaheen (arabsky سيف سعيد شاهين‎) narozen jako Stephen Cherono (* 15. října 1982) je původem keňský atlet, který od roku 2003 reprezentuje Katar.
Je jedním z mnoha keňských a etiopských atletů, kteří byli "koupeni" arabskými šejky, aby reprezentovali arabské země. Tento přestup, údajně zaplacený 1 milionem dolarů, byl kritizován mimo jiné i předsedou MOV Jacquesem Roggem.
V letech 2004–2023 držel světový rekord ve své hlavní disciplíně, běhu na 3000 metrů překážek (steeplechase). V roce 2004 zaběhl v Bruselu tuto trať v čase 7:53,63 min. Je také mistrem světa na této trati z let 2003 a 2005.

## Osobní rekordy
Dráha
- Běh na 3000 metrů překážek – 7:53,63 (2004)